# Остров Черепахи
Остров Черепахи (англ. Turtle Island) — название Северной Америки, используемое рядом групп активистов североамериканских индейских народов в США и Канаде.

## Ленапе
Легенду народа ленапе (делаваров) о «большой черепахе» впервые записал между 1678 и 1680 гг. Джаспер Данкертс. Эта легенда распространена и среди других племён Вудленда (северо-восток Североамериканского континента), прежде всего среди ирокезов.

## Ирокезы
Согласно ирокезскому преданию, Небесная черепаха упала на землю, когда та была покрыта водой. Различные животные пытались донырнуть до дна океана, чтобы принести оттуда грязь, чтобы создать сушу. Ондатра смогла собрать грязь, которую поместила на спину черепахи, и позднее из этой черепахи, покрытой грязью, вырос континент, известный как Северная Америка. На языке сенека, мифическая черепаха называется Ха-ну-на, в отличие от названия для обычной черепахи — ха-но-ва.

## Индейский и экологический активизм
Название «Черепаший остров» используется в настоящее время активистами индейских племен, защитниками прав индейцев и экологическими активистами, особенно с 1970-х годов, когда термин вошёл в широкое использование. В эссе «Дом на земле» Гэри Снайдер утверждал, что название является компромиссным как для аборигенной культуры, так и для культуры колонизаторов.